# Tore Strand Olsen
Tore Strand Olsen (né le 22 juillet 1970 à Fredrikstad) est un auteur de bande dessinée humoristique norvégien.

## Biographie
Actif depuis 1989, il a d'abord surtout réalisé des bandes dessinées parodiques, notamment dans Pyton. Après l'arrêt de la revue en 1997, il a continué à produire pour divers support et à publier des albums (dont deux avec Ola A. Hegdal au début des années 2000) tout en travaillant dans la communication et l'enseignement du dessin.

## Distinction
- 1997 : Prix Sproing de la meilleure bande dessinée norvégienne pour « Tore Hund », dans Forresten no 4